# Boubers-lès-Hesmond
Boubers-lès-Hesmond – miejscowość i gmina we Francji, w regionie Hauts-de-France, w departamencie Pas-de-Calais.
Według danych na rok 1990 gminę zamieszkiwało 71 osób, a gęstość zaludnienia wynosiła 41 osób/km² (wśród 1549 gmin regionu Nord-Pas-de-Calais Boubers-lès-Hesmond plasuje się na 1116. miejscu pod względem liczby ludności, natomiast pod względem powierzchni na miejscu 922.).